# Manuel Sánchez Vite
Manuel Sánchez Vite (Molango, Hidalgo, 17 de marzo de 1915 - Ciudad de México, 6 de octubre de 1994) fue un líder magisterial y político mexicano que fue gobernador constitucional del Estado de Hidalgo y dirigente nacional del Partido Revolucionario Institucional.

## Biografía
Realizó sus estudios de secundaria en la Escuela Normal Rural de El Mexe, Hidalgo; cursó la Normal en la Escuela Normal Superior (1942-1944), obteniendo el título de profesor. Estudió en la Escuela Nacional de Jurisprudencia (UNAM) la carrera de Licenciado en Derecho, habiéndose recibido en 1951. Fue maestro en varias escuelas rurales. Fue elegido secretario general del Sindicato Nacional de Trabajadores de la Educación (SNTE) para el periodo estatutario 1952-1955; diputado federal a la XLIII Legislatura (1955-1958) por el II Distrito del Estado de Hidalgo; fue asesor legal del SNTE y del ISSSTE; fue también procurador general del Estado de Hidalgo; senador por su Estado natal en la XLVII y XLVIII Legislaturas del Congreso de la Unión (1964-1970), habiendo fungido como secretario de la Gran Comisión. Fue elegido gobernador del Estado de Hidalgo para el periodo 1969-1975, y pidió licencia para asumir la presidencia del Comité Ejecutivo Nacional del PRI del 7 de diciembre de 1970 al 21 de febrero de 1972, regresando a la gubernatura para concluir su mandato.
En su gestión como gobernador su labor educativa resaltó en las diversas construcciones que fueron sembradas a lo largo de la geografía hidalguense. Construyó en Pachuca la Unidad Universitaria, el Instituto Tecnológico Regional, la Escuela Normal Benito Juárez, la escuela Everardo Márquez, la ejidal de Santa Julia y acondicionó la Vicente Guerrero. También levantó el edificio para el Poder Ejecutivo, la Dirección de Seguridad Pública y Tránsito, el del PRI, uno para la Banda Sinfónica del Estado, el Auditorio del Estado, el edificio del DIF, el Centro Social "Margarita Maza" (hoy Biblioteca Central del Estado), el Casino Charro, el Centro de Regeneración Juvenil y el Mercado Revolución. Se implementaron siete tanques de almacenamiento de agua potable e iniciaron los bulevares Pachuca-México, Pachuca-Ciudad Sahagún, Pachuca-Unidad Universitaria y la ampliación de la Avenida Juárez. También desarrolló los fraccionamientos Constitución y Real de Minas. 
Varios puntos del Estado vieron la aparición de veinte Secundarias, once técnicas agropecuarias, dos técnicas industriales, dos centros de estudios técnicos agropecuarios, dos centros de estudios científicos y tecnológicos, la ampliación de la Normal Rural de El Mexe, salas populares de lectura y 65 teleaulas en varias partes del Estado. Se extendieron los aeropuertos en Pachuca, Ixmiquilpan y Molango. También se alzaron el Auditorio de Zacualtipán y la presidencia municipal de Molango. 
Igualmente, se dio la terminación de la carretera México-Tampico, la instalación de la Refinería Miguel Hidalgo en Tula, la creación de la Ciudad Industrial de Tizayuca y varias obras de irrigación (como canales y presas) en distintos puntos del Estado.